# アクティヴィティ (護衛空母)
|            |                                                                         |
| 艦歴       |                                                                         |
| 発注       |                                                                         |
| 起工       | 1940年2月1日                                                            |
| 進水       | 1942年5月30日                                                           |
| 就役       | 1942年9月29日                                                           |
| 退役       | 1945年10月20日                                                          |
| その後     | 1946年4月に民間に売却 1967年にスクラップとして廃棄                      |
| 除籍       | 1946年                                                                  |
| 前級       | オーダシティ                                                            |
| 次級       | カンパニア                                                              |
| 性能諸元   |                                                                         |
| 排水量     | 基準：11,800 トン 満載：14,250 トン                                     |
| 全長       | 512 ft (156.1 m)                                                        |
| 全幅       | 66 ft (20.2 m)                                                          |
| 吃水       | 25 ft (7.6 m)                                                           |
| 飛行甲板長 | 151.8 m×20.1 m                                                          |
| 機関       | H&V-B&W式6気筒ディーゼル機関2基2軸推進                                  |
| 最大出力   | 12,000 shp                                                              |
| 最大速力   | 18ノット (33 km/h)                                                      |
| 航続性能   | 16 ノット/16,000 海里                                                   |
| 乗員       | 700 名                                                                  |
| 兵装       | Marks V 10.2cm(45口径)連装高角砲1基2門 エリコン20mm(70口径)単装機銃16基 |
| 搭載機     | 10～15 機                                                               |

アクティヴィティ (HMS Activity, D94) は、イギリス海軍の2番目の護衛空母。

## 艦歴
アクティヴィティはダンディーのカレドニア造船所で、アルフレッド・ホールト・ラインの商船テレマコス (Telemachus) として1940年に起工した。しかしながら海軍によって取得され護衛空母として竣工、1942年末に就役した。ドイツ商船を鹵獲して改造した前型とは違い、本艦は建造途中の船体を改装したためにより、エレベーター(昇降機)付きの格納庫や小型ながらアイランド(島型艦橋)を持つなど空母に近い艤装をされて実用性が格段に高くなり、本艦により後のイギリス護衛空母の基本形式が定まった。しかし、格納庫内に入れられる艦載機は6機までで、残りはやはり甲板上に露天で置かれたために乗員が波に掛からないように頻繁に位置を変える必要があった。
就役後は訓練空母として、1943年の間を訓練任務で過ごす。1944年に入ると北大西洋および北極海において船団護衛任務に従事した。アクティヴィティはアメリカで建造された溶接艦よりも耐寒性があると考えられ、北極船団の護衛任務に使用された。(北海での運用を考えて密閉式格納庫を採用したイギリスと開放式格納庫を採用したアメリカとの設計の違いによる)
1944年4月、アクティヴィティの搭載機は護衛空母トラッカー (HMS Tracker, D24) 搭載機とともにJW58船団の護衛任務中に、U-288を攻撃しこれを撃沈した。
1944年の後半から終戦直後にかけてアクティヴィティは、極東との間の兵員および物資輸送艦として使用された。1945年10月に帰国すると、アクティヴィティは退役し予備役艦隊で保管された。
1946年4月に売却、改修が行われグレン・ラインのブレコンシャー (Breconshire) として使用後、1967年に日本でスクラップとして廃棄された。

## 参考図書
- 「世界の艦船増刊第71集　イギリス航空母艦史」(海人社)